# 馬躍·比吼
馬躍·比吼（1969年6月8日—），漢名彭世生，是一位出生於花蓮縣玉里鎮織羅（春日）部落的阿美族影像藝術工作者及政治人物。
曾拍攝多部關於臺灣原住民文化、歷史與生活的紀錄片；作品曾獲得行政院文化建設委員會地方文化紀錄影帶獎、金穗獎等獎項，並曾多次入選或獲邀參加台北電影節、台灣國際紀錄片雙年展、南方影展、瑪格麗特·米德電影節等影展。
2011年，以無黨籍獨立參選人身分投入中華民國第八屆立法委員選舉爭取平地原住民立法委員席次。2012年3月，出任臺南市政府民族事務委員會主任委員。2014年1月至9月，擔任原住民族文化事業基金會原住民族電視台台長。

## 生平
馬躍的父親是湖南人，從小就在母親所屬的花蓮阿美族春日部落長大 「馬躍」在阿美族語是守護在月亮旁邊的星星之意。
馬躍在就讀世新大學電影系時開始拍攝紀錄片，在學期間完成了《我們的名字叫春日》、《如是生活，如是Pangcah》、《天堂小孩》、《季．拉黑子》四部以原住民議題為主題的作品。馬躍曾任職於公視《原住民新聞雜誌》、公視《我們的島》及超視《生命告白》，爾後從事獨立製片，迄今共拍攝三十餘部紀錄片作品，曾經多次獲獎，包括文建會地方文化紀錄影帶獎（優等、傑出與佳作）、金穗獎、台北電影節、台灣國際紀錄片雙年展和南方影展等等。作品除了在國內獲獎，也常參加國外影展或獲邀到國外放映，包括兩次獲邀參加美國瑪格麗特·米德紀錄片影展。
馬躍於2007年獲選中央通訊社主辦「2007台灣十大潛力人物」族群和諧類，曾任原住民族電視台台長、原住民族電視台諮議委員、原住民族文化事業基金會董事、國家通訊傳播委員會衛星電視評鑑審查委員、中華民國衛星廣播電視事業商業同業公會新聞諮詢委員。
2014年9月26日，馬躍發表聲明，由於對原住民族電視台的基本定位與制度設計有疑慮，期待這些疑慮獲得更多討論等緣故，辭任原住民族電視台台長。

## 紀錄片拍攝與社會運動
馬躍由拍攝阿美族開始，逐漸擴展至其他族群，包括其他原住民族以及外省族群的歷史；作品並經常觸及原住民社會運動與政治議題，例如《心中的土地－目擊者田春綢》敘述太魯閣族要求亞洲水泥歸還土地的故事，《國家共匪》呈現原住民族對於土地遭國家以保育之名搶奪的憤怒，《山裡的微光》批判台灣政府在莫拉克風災重建中的混亂所造成的人為災難，一系列共七部有關原住民姓名的紀錄片探討姓名與原住民族尊嚴與主體性的問題， 《光復·噶馹佤》、《復興·比亞外》兩部作品由回復山川土地傳統族名連接到原住民族傳統領域的議題，以及《天堂小孩》和《我家門前有大河》兩部討論都市原住民困境的作品等。馬躍以紀錄片作為社會運動的方式，企圖透過影像與故事達到與台灣主流社會對話，以改變主流社會對於原住民族刻板印象為目的。另一方面，馬躍也透過紀錄片的放映與討論促成原住民族社會內部的改變；以馬躍訴求的原住民恢復傳統姓名權為例，有原住民表示，觀看馬躍的紀錄片直接促成了他們回復原住民姓名的決定。

## 政治活動
2011年，馬躍以無黨籍身分投入2012年平地原住民立法委員選舉，企圖挑戰原住民族地區長期由政黨派系操縱的選舉方式。馬躍的參選獲得許多原住民藝文界人士的支持，並在沒有政黨支持的情況下，以小額捐款湊足登記參選所需的保證金，有認為馬躍的參選標幟著年輕一代原住民運動者尋求改變的力量。
2015年，馬躍得到了時代力量、社會民主黨、台灣綠黨的共同推薦，以無黨籍身份參選第九屆原住民立法委員。

## 紀錄片作品
- 《山裡的微光 （页面存档备份，存于）》 2011年
- 《移動永久》 2011年
- 《Una是客家人嗎? （页面存档备份，存于）》 2011年
- 《Kanakanavu的守候 （页面存档备份，存于）》 2010年
- 《我家門前有大河 （页面存档备份，存于）》 2009年
- 《達蘭埠的Malapaliw （页面存档备份，存于）》 2008年
- 《Malakacaway 倒酒的人 （页面存档备份，存于）》 2007年
- 《阿里山 鄒 （页面存档备份，存于）》 2006年
- 《地下台中 （页面存档备份，存于）》 2005年
- 《請問蕃名 （页面存档备份，存于）》 2005年
- 《Lekar Makor 部落的智者 （页面存档备份，存于）》2005年
- 《復興．比亞外 （页面存档备份，存于）》 2004年
- 《把名字找回來 （页面存档备份，存于）》 2004年
- 《光復．噶馹佤 （页面存档备份，存于）》 2003年
- 《腳印行動 （页面存档备份，存于）》 2003年
- 《走一趟故事 Cilangasan （页面存档备份，存于）》2003年
- 《揹起玉山最高峰 （页面存档备份，存于）》2002年
- 《部落漂流到金樽 （页面存档备份，存于）》2002年
- 《不願與你同姓－當歐蜜羅遇上葉莉茱 （页面存档备份，存于）》 2002年
- 《一直變大又變小的名字 （页面存档备份，存于）》 2002年
- 《請問貴姓 （页面存档备份，存于）》 2002年
- 《畫滿九又1/2 （页面存档备份，存于）》2001年
- 《來去大陳 （页面存档备份，存于）》2001年
- 《國家共匪—美麗的錯誤 （页面存档备份，存于）》 2000年
- 《三月的禮物 （页面存档备份，存于）》2000年
- 《阿道的腳步—存在與虛無 （页面存档备份，存于）》1999年
- 《心中的土地—目擊者田春綢 （页面存档备份，存于）》1999年
- 《Pangcah媽媽—築屋的女人 （页面存档备份，存于）》1999年
- 《急馳的生命—八嗡嗡車隊 （页面存档备份，存于）》1999年
- 《親愛的米酒 妳被我打敗了 （页面存档备份，存于）》1998年
- 《如是生活 如是Pangcah （页面存档备份，存于）》1998年
- 《季·拉黑子 （页面存档备份，存于）》1997年
- 《天堂小孩 （页面存档备份，存于）》1997年
- 《我們的名字叫春日 （页面存档备份，存于）》1997年

## 入圍及得獎紀錄
- 2011年，香港華語紀錄片節，入圍，《我家門前有大河》 [10]
- 2010年，公與義影展，入圍，《我家門前有大河》 [10]
- 2010年，台灣國際紀錄片雙年展， 國際短片，入圍 / 台灣獎，入圍，《我家門前有大河》 [10]
- 2007年，南方影展，入圍，《Malakacaway 倒酒的人》[11]
- 2006年，南方影展，特賞，《請問蕃名》[11]
- 2006年，台灣國際紀錄片雙年展，參展，《地下台中》[11]
- 2004年，台灣地方志音像紀錄影展，特別獎，《把名字找回來》[11]
- 2003年，台北電影節，傑出紀錄攝影獎 ，《揹起玉山最高峰》[11]
- 2003年，南方影展，特別獎，《揹起玉山最高峰》[11]
- 2003年，純十六影展，參展，《揹起玉山最高峰》[11]
- 2003年，第一屆台灣地方志音像紀錄影展，優選，《揹起玉山最高峰》[11]
- 2002年，原住民影像競賽，第二名，《揹起玉山最高峰》 [11]
- 2003年，台灣國際民族誌影展，參展，《來去大陳》[11]
- 2002年，兩岸關係暨大陸新聞報導獎，佳作，《來去大陳》[11]
- 2001年，文建會地方文化紀錄影帶獎，優等，《來去大陳》[11]
- 2000年，文建會地方文化紀錄影帶獎，佳作，《國家共匪：美麗的錯誤》[11]
- 2000年，台灣國際紀錄片雙年展，觀摩，《國家共匪：美麗的錯誤》[11]
- 1999年，文建會地方文化紀錄影帶獎，佳作，《心中的土地：目擊者田春綢》[11]
- 1999年，永續台灣報導獎影片類，首獎，《心中的土地：目擊者田春綢》[11]
- 1999年，新聞局金穗獎，最佳紀錄錄影帶，《季·拉黑子》[11]
- 1999年，台北電影節獨立創作競賽紀錄片類，入圍，《季·拉黑子》[11]
- 1999年，第二十三屆美國瑪格麗特．米德影片暨錄影帶影展，參展，馬躍 瑪格麗特·米德紀錄片影展 《親愛的米酒 妳被我打敗了》 [11]
- 1998年，文建會地方文化紀錄影帶，傑出作品，《如是生活 如是Pangcah》[11]
- 1998年，第二十二屆美國瑪格麗特．米德影片暨錄影帶影展，參展，《如是生活 如是Pangcah》[11]
- 1998年，文建地方文化紀錄影帶獎，佳作，《天堂小孩》[11]
- 1998年，台灣國際紀錄片雙年展，公共電視推薦獎，《天堂小孩》[11]
- 1997年，地方文化錄影帶，佳作，《我們的名字叫春日》[11]

| 政府职务      | 政府职务                                                | 政府职务     |
| ------------- | ------------------------------------------------------- | ------------ |
| 臺南市政府    |                                                         |              |
| 前任： 林賢豐 | 臺南市民族事務委員會主任委員 2012年3月1日—2013年8月30日 | 蕭博仁(代理) |

## 外部連結
- 官方网站
- 馬躍·比吼的Facebook專頁
- 馬躍·比吼【就是躍改變】部落格 （页面存档备份，存于）
- YouTube上的馬躍·比吼頻道